# 1160 هـ
1160 هـ هي سنة في التقويم الهجري امتدت مقابلةً في التقويم الميلادي بين سنتي 1747 و1748.

نادر شاه

## مواليد
- تأثير التبريزي
- مصطفى الرحيباني

## وفيات
- محمد رفيع الجيلاني
- نادر شاه
- ابن شكر الله.